# Karol d’Abancourt de Franqueville (prawnik)
Karol d’Abancourt de Franqueville (ur. 26 maja 1851 w Łówczy, zm. 16 sierpnia 1913 w Rabce) – polski działacz polityczny i społeczny, prawnik.

## Życiorys
Był synem Franciszka Ksawerego, publicysty i działacza narodowego, z rodziny o korzeniach francuskich (emigrantów doby rewolucji francuskiej). Wychowywał się w atmosferze patriotycznej, związanej nie tylko z działalnością narodową ojca, ale i tradycją bohaterskiego stryja Karola oraz udziałem w powstaniu styczniowym starszego brata Franciszka Ksawerego. Do szkół uczęszczał we Lwowie, tam także odbył studia uniwersyteckie w zakresie prawa. Po ich ukończeniu pracował w sądownictwie Galicji – w Bełzie, Brodach, Bolechowie, Żurawnie, Lwowie.
We wszystkich miejscowościach, w których miał okazję pracować i mieszkać, angażował się aktywnie w działalność społeczną. Z domu uczynił ośrodek kultury, należał m.in. do Towarzystwa Szkoły Ludowej w Krakowie, Towarzystwa Gimnastycznego „Sokół”, Towarzystwa Prawniczego oraz galicyjskich instytucji dobroczynnych (Rad Sierocych i sądowych Kas Sierocińskich, Bursy Stefana Batorego i innych). W ramach wspierania inicjatyw lokalnych przyczynił się do powołania szkoły rzemieślniczej wyrobów wiklinowych w Żurawnie w 1895. Żurawno nadało mu tytuł honorowego obywatela miasta. Był również pasjonatem i popularyzatorem turystyki i krajoznawstwa.
W latach 1895–1900 był posłem do Sejmu Krajowego, wybranym z ziemi żydaczowskiej. Z jego inicjatywy przeprowadzono m.in. ustawę o regulacji rzek i potoków górskich. Nie należał w Sejmie Krajowym do żadnego stronnictwa, ale znane były jego sympatie narodowe, co skłoniło władze austriackie do nacisków na rzecz zrzeczenia się mandatu; argumentowano, że posłowanie jest nie do pogodzenia z funkcją sędziowską. d’Abancourt de Franqueville złożył mandat w 1900, ale wobec wspomnianych poglądów politycznych, a także późniejszej działalności w Stronnictwie Narodowo-Demokratycznym, nie cieszył się uznaniem władz państwowych, które nakładały na niego upomnienia i pomijały w awansach. Działo się tak mimo jego zasług dla galicyjskiego sądownictwa, w którym był uznanym organizatorem i instruktorem, wyróżnionym w 1898 powołaniem do 5-osobowej delegacji austriackiej (z ramienia sądu we Lwowie), wysłanej do Saksonii i Prus celem zaznajomienia się z tamtejszym systemem sądowym.
U schyłku życia utracił wzrok i wycofał się z działalności publicznej. 